# Cosmic Interception
| Recensione     | Giudizio       |
| -------------- | -------------- |
| OndaRock       | Pietra miliare |
| Piero Scaruffi | 8,5/10         |

Cosmic Inteception è il secondo album in studio del cantante e chitarrista statunitense Von Lmo, pubblicato nel febbraio 1994 da Variant Records. Esso include principalmente dei brani registrati presso gli Skyline Studios a New York e prodotti da Peter Crowley nel 1979, con l'eccezione della title track Cosmic Interception e di Inside Shadowland, i quali furono registrati nel 1993 con Otto Von Ruggins.

## Tracce
Tutte le tracce furono scritte e interpretate da Von Lmo, tranne Shake, Rattle & Roll che fu scritta da Charles E. Calhoun.
1. Cosmic Interception (Red Transistor Radio mix) – 3:25
2. Radio World – 5:29
3. Leave Your Body – 7:12
4. Inside Shadowland – 5:32
5. Ultraviolet Light – 4:13
6. Be Yourself – 5:53
7. Shake, Rattle & Roll – 8:35
8. This is Pop Rock – 3:07
9. Cosmic Interception (Cosmic Truth mix) – 5:52
10. Cosmic Interception (Comsic Dance mix) – 5:50

## Formazione
- Von Lmo – voce, chitarra elettrica, drum machine (tracce 1, 4), programmatore di basso (tracce 1, 4)
- Craig Coffin – basso (tracce 2, 3, 5–8)
- Mike Cross – chitarra elettrica (tracce 2, 3, 5–8)
- Juno Saturn – sassofono tenore (tracce 2, 3, 5–8)
- Bobby Ryan – batteria (tracce 2, 3, 5–8)
- Otto Von Ruggins – tastiera (tracce 1, 4)

### Produzione
- Peter Crowley – produzione (tracce 2, 3, 5–8)
- Von Lmo –  arrangiamenti, grafica, produzione (tracce 1, 4), tecnico del suono (tracce 1, 4)
- Ken Lee – mastering
- Paul Wickliffe – tecnico del suono (tracce 2, 3, 5–8)
- A. T. Michael MacDonald – assistente tecnico del suono (tracce 2, 3, 5–8)
- Milton Morales – design